# Definitség
A definitség a lineáris algebrában azt írja le, hogy a valós kvadratikus formák milyen előjelet vehetnek fel. A definitség vonatkoztatható a valós kvadratikus formákhoz tartozó bilineáris formákra is. A definitség fogalma mátrixokra is kiterjeszthető: egy mátrix definitsége megegyezik az általa ábrázolt kvadratikus forma definitségével.

## Bilineáris formák és szeszkvilineáris formák
Legyen {\displaystyle V} valós vagy komplex vektortér. Egy {\displaystyle \langle {\cdot },{\cdot }\rangle \colon V\times V\to \mathbb {R} } szimmetrikus bilineáris forma, vagy egy {\displaystyle \langle {\cdot },{\cdot }\rangle \colon V\times V\to \mathbb {C} }) hermitikus szeszkvilineáris forma definitsége:
| pozitív definit,      | ha {\displaystyle \langle v,v\rangle >0}     |
| pozitív szemidefinit, | ha {\displaystyle \langle v,v\rangle \geq 0} |
| negatív definit,      | ha {\displaystyle \langle v,v\rangle <0}     |
| negatív szemidefinit, | ha {\displaystyle \langle v,v\rangle \leq 0} |

minden {\displaystyle v\in V}, {\displaystyle v\not =0} vektorra. Vegyük észre, hogy a kvadratikus alak komplex esetben is valós a hermitikus tulajdonság miatt. Ha a fentiek közül egyik feltétel sem teljesül, akkor {\displaystyle \langle v,v\rangle } indefinit. Ez azt jelenti, hogy {\displaystyle \langle v,v\rangle } pozitív és negatív értékeket is felvesz.
A fenti feltételek azt is jelentik, hogy a {\displaystyle Q(v):=\langle v,v\rangle } kvadratikus alak pozitív, negatív definit, szemidefinit vagy indefinit.
Valós esetben a bilineáris formának nem kell szimmetrikusnak lennie, míg komplex esetben a definitség meghatározásához szükséges, hogy 
minden {\displaystyle v\in V} vektorra a {\displaystyle \langle v,v\rangle } érték valós legyen. Ez ekvivalens azzal, hogy a szeszkvilineáris alak hermitikus.
A pozitív definit szimmetrikus bilineáris formákat, illetve a pozitív definit hermitikus formákat skalárszorzatnak is nevezik. Erre példa a standard skalárszorzat.

## Mátrixok

### Definíciók
Minden mátrix bilineáris formát ír le {\displaystyle V=\mathbb {R} ^{n}}-en, illetve bilineáris formát {\displaystyle V=\mathbb {C} ^{n}}-en. A mátrixok definitségét úgy értelmezik, mint a mátrix által ábrázolt bilineáris vagy hermitikus szeszkvilineáris forma definitségét. Azaz legyen {\displaystyle A} valós {\displaystyle (n\times n)}-es mátrix. Ekkor
| pozitív definit,      | ha {\displaystyle x^{T}Ax>0}     |
| pozitív szemidefinit, | ha {\displaystyle x^{T}Ax\geq 0} |
| negatív definit,      | ha {\displaystyle x^{T}Ax<0}     |
| negatív szemidefinit, | ha {\displaystyle x^{T}Ax\leq 0} |

ahol {\displaystyle x\in V}, {\displaystyle x\neq 0} {\displaystyle n}-dimenziós oszlopvektor, {\displaystyle x^{T}} pedig az {\displaystyle x} vektorból transzponálással kapott sorvektor. Minden más esetben a mátrix indefinit. Ekkor {\displaystyle x^{T}Ax\;} pozitív és negatív értékeket is felvesz.
Komplex esetben a definíció a hermitikus mátrixokra korlátozódik, mivel a szóban forgó értéknek valósnak kell lennie:
| pozitív definit,      | ha {\displaystyle x^{H}Ax>0}     |
| pozitív szemidefinit, | ha {\displaystyle x^{H}Ax\geq 0} |
| negatív definit,      | ha {\displaystyle x^{H}Ax<0}     |
| negatív szemidefinit, | ha {\displaystyle x^{H}Ax\leq 0} |

ahol {\displaystyle x\in V}, {\displaystyle x\neq 0} {\displaystyle n}-dimenziós oszlopvektor, {\displaystyle x^{H}} pedig az {\displaystyle x} vektorból transzponálással és komplex konjugálással kapott sorvektor. Minden más esetben a mátrix indefinit. Ekkor {\displaystyle x^{H}Ax\;} pozitív és negatív értékeket is felvesz.
Egyes szerzők a mátrixok definitségére az {\displaystyle A>0}, {\displaystyle A\geq 0}, {\displaystyle \dots } jelöléseket használják.

### Kritériumok
A definitség kapcsolata a sajátértékekkel:
A szimmetrikus, illetve hermitikus mátrix
| pozitív definit,      | ha minden sajátértéke pozitív    |
| pozitív szemidefinit, | ha minden sajátértéke nemnegatív |
| negatív definit,      | ha minden sajátértéke negatív    |
| negatív szemidefinit, | ha minden sajátértéke nempozitív |

Emiatt minden eljárás, ami alkalmas a sajátértékek becslésére, alkalmas lehet a mátrix definitségének meghatározására. Erre egy példa a Gerschgorin-körök. Ezek a komplex számsíkon határoznak meg halmazokat. Szimmetrikus, illetve hermitikus mátrixok esetén a sajátértékek valósak, így a megadott halmazok intervallumokká szűkíthetők.
Egy szimmetrikus, illetve hermitikus mátrix pontosan akkor pozitív definit, ha minden vezető főminora pozitív. Mivel {\displaystyle A} pontosan akkor negatív definit, ha {\displaystyle -A} pozitív definit, következik, hogy egy szimmetrikus, illetve hermitikus mátrix pontosan akkor negatív definit, ha a vezető főminorok előjele alternál; vagyis a páratlan vezető főminorok negatív, a páros vezető főminorok pozitív előjelűek.
Megjegyzések:
- A szemidefinitség eldöntéséhez nincs a főminorokra alapuló kritérium.[1] Ezt belátható diagonális mátrixokkal, melynek átlóján -1 és 0 értékek szerepelnek. Ha szemidefinitség esetén teljesülne egy hasonló kritérium, akkor pozitív szemidefinitség esetén az összes főminornak nemnegatív kellene lennie, negatív szemidefinitség esetén pedig a páratlan főminoroknak nempozitívnak, a páros főminoroknak nemnegatívnak kellene lenniük.
- Nem szimmetrikus, illetve nem hermitikus esetben a kritérium nem teljesül. Erre egy példa az {\displaystyle \left({\begin{smallmatrix}1&-1\\2&-1\end{smallmatrix}}\right)} indefinit mátrix, melynek mindkét vezető főminora pozitív.
- A kritériumot említik Sylvester-kritérium néven, de nevezik Hurwitz-kritériumnak is, ami eredetileg Hurwitz-mátrixokra vonatkozott.

Egy {\displaystyle A=(a_{i,k})_{i,k=1}^{n}} valós szimmetrikus mátrix pontosan akkor pozitív definit, ha a Gauß-elimináció elvégezhető átlós stratégiával és  {\displaystyle n} pozitív pivotelemmel elvégezhető.
Egy {\displaystyle A} szimmetrikus mátrix pontosan akkor pozitív definit, ha van egy {\displaystyle A=GG^{T}} Cholesky-felbontás úgy, hogy {\displaystyle G} reguláris alsó háromszögmátrix.
Ha egy {\displaystyle A} szimmetrikus, szigorúan diagonális domináns, és {\displaystyle A} átlóján minden elem pozitív, akkor {\displaystyle A} pozitív definit.
A megfordítás nem teljesül, amire példa ez a mátrix:
{\displaystyle {\begin{pmatrix}1&2\\2&100\\\end{pmatrix}}}
ami pozitív definit, de nem szigorúan diagonális domináns.
Általános valós négyzetes mátrixok esetén az {\displaystyle A} mátrix előállítható egy szimmetrikus és egy ferdén szimmetrikus mátrix összegeként. Ennek a szimmetrikus tagját szimmetrikus résznek nevezik, ez az {\displaystyle A_{S}={\frac {1}{2}}\left(A+A^{T}\right)} mátrix. Az {\displaystyle A} mátrix pontosan akkor pozitív definit, negatív definit, pozitív szemidefinit, negatív szemidefinit, ha szimmetrikus része is pozitív definit, negatív definit, pozitív szemidefinit, negatív szemidefinit.
Komplex mátrixok esetén a szimmetrikus rész szerepét a hermitikus rész veszi át. Azaz egy négyzetes komplex {\displaystyle A} mátrix előállítható egy hermitikus és egy ferdén hermitikus mátrix összegeként, amiből a hermitikus tagot a mátrix hermitikus részének nevezzük. A hermitikus rész előáll, mint {\displaystyle A_{H}={\tfrac {1}{2}}\left(A+A^{*}\right)}, és a ferdén hermitikus rész, mint {\displaystyle A_{SH}={\tfrac {1}{2}}\left(A-A^{*}\right)}.
Az {\displaystyle A_{K}={\tfrac {1}{i}}{A_{SH}}} mátrix hermitikus, és teljesül, hogy {\displaystyle A=A_{H}+iA_{K}} és {\displaystyle A^{*}=A_{H}-iA_{K}}. Az {\displaystyle A} mátrix pontosan akkor pozitív definit, ha {\displaystyle A_{SH}} nullmátrix, és {\displaystyle A_{H}} pozitív definit.
Tetszőleges {\displaystyle A\in \mathbb {R} ^{m\times n}} mátrix esetén az {\displaystyle A^{T}A\in \mathbb {R} ^{n\times n}} és az {\displaystyle AA^{T}\in \mathbb {R} ^{m\times m}} mátrixok szimmetrikusak és pozitív szemidefinitek, mivel a skalárszorzás eltolási tulajdonsága miatt minden {\displaystyle x\in \mathbb {R} ^{n}} vektorra:
{\displaystyle \langle x,A^{T}Ax\rangle =\langle Ax,Ax\rangle \geq 0}
és minden {\displaystyle x\in \mathbb {R} ^{m}} vektorra:
{\displaystyle \langle x,AA^{T}x\rangle =\langle A^{T}x,A^{T}x\rangle \geq 0}.

## Alkalmazások
- Ha az {\displaystyle A} mátrix szimmetrikus (komplex esetben hermitikus) és pozitív definit, akkor {\displaystyle \langle x,y\rangle =x^{T}Ay}, illetve {\displaystyle \langle x,y\rangle =x^{*}Ay} skalárszorzat.
- Egy pozitív definit bilineáris, illetve szeszkvilineáris forma egy altérre vett leszűkítése szintén pozitív definit, és nem fajul el. Ez lehetővé teszi a tér felbontását egy altérre és annak ortogonális kiegészítő alterére.
- A Hesse-mátrix definitsége döntő szerepet játszik egy  {\displaystyle f\colon \mathbb {R} ^{n}\to \mathbb {R} } függvény kritikus helyeinek, szélsőértékeinek vizsgálatában.
- A szimmetrikus pozitív mátrixok a mátrixok {\displaystyle \mathbb {R} ^{n\times n}} terében kúpot alkotnak, az úgynevezett pozitív definit kúpot. Ugyanez teljesül a szimmetrikus negatív definit mátrixokra is.
- Egy gyengén pozitív definit mátrix mindig felbontható két pozitív definit mátrix szorzatára. A pozitív definit mátrixokra teljesül ez.[3]
- Az {\displaystyle A} és {\displaystyle B} mátrixokra vonatkozó {\displaystyle A>B}, illetve {\displaystyle A\geq B} jelölések azt jelentik, hogy az {\displaystyle A-B} mátrix pozitív definit, illetve pozitív szemidefinit.

## Fordítás
Ez a szócikk részben vagy egészben  a   Definitheit című német Wikipédia-szócikk fordításán alapul.  Az eredeti cikk szerkesztőit annak laptörténete sorolja fel. Ez a jelzés csupán a megfogalmazás eredetét és a szerzői jogokat jelzi, nem szolgál a cikkben szereplő információk forrásmegjelöléseként.